# Арг-е Бам
Арг-е Бам (перс. ارگ بم, «фортеця Бам») — найбільший та найдавніший зразок перської глинобитної фортеці із саману. Ця найбільша в світі глинобитна будівля розташована на Великому шовковому шляху в іранському місті Бам (провінція Керман).

## Короткий опис
Ймовірно міська цитадель була заснована більше 2500 років тому. Пам'ятка складається з архітектурних нашарувань різних епох, включаючи реставраційні впливи післявоєнного часу. Один з найдавніших пластів Бамської цитаделі — це «Дівоча фортеця», будівництво якої було розпочато в VII столітті, ймовірно, ще за Сасанідів. Всередині фортеці кілька мавзолеїв XII століття та 38 сторожових веж, а також резиденція намісника Сефевідів та соборна мечеть XVIII століття. Тут також знаходиться унікальна старовинна будівля для отримання і зберігання льоду. Стіни Арг-е Баму неодноразово перебудовувалися; їх оточує рів завширшки 10-15 метрів.
Золота доба Баму закінчилася в XII столітті через навалу тюркських кочівників, а пізніше монголів. Відродження Бамської цитаделі почалося за Тамерлана. Ключовим елементом життєдіяльності фортеці служили підземні іригаційні канали, найдавніші з яких були споруджені ще до нашої ери.
Землетрус у Бамі (2003) забрав життя 26 тисяч жителів міста й серйозно пошкодив 80 % споруд. Стурбоване станом цитаделі, ЮНЕСКО занесло Бам та його культурний ландшафт до списку пам'яток Світової спадщини, та водночас Бам опинився і в списку об'єктів Світової спадщини в небезпеці (виключений з останнього 2013 року).